# ATP Challenger Tour Finals 2012
El ATP Challenger Tour Finals 2012, fue un torneo de tenis que se jugó en el Ginásio do Ibirapuera, en San Pablo, Brasil, entre el 28 de noviembre y 1 de diciembre de 2012. Fue la segunda edición del evento. El torneo se llevó a cabo por la Asociación de Tenistas Profesionales (ATP) y será parte del ATP Challenger Series 2012. El evento se llevó a cabo en canchas duras bajo techo. Además, es la finalización de la temporada para los jugadores en el circuito ATP Challenger. Los siete mejores jugadores de la temporada y un invitado se clasificaron para el evento y se dividieron en dos grupos de cuatro. Durante esta etapa, los jugadores compitieron en un formato round robin (es decir, los jugadores jugaron todos contra todos). Los dos jugadores con los mejores resultados en el progreso de cada grupo avanzaron a las semifinales, donde los ganadores de un grupo se enfrentaron a los segundos del otro grupo. Esta etapa, sin embargo, fue una etapa de eliminación directa.

## Jugadores Clasificados

### Cabezas de serie
| País                 | Jugador               | Cabeza de serie | ATP Rank1 | Puntos |
| -------------------- | --------------------- | --------------- | --------- | ------ |
| Bandera de Rumania   | Victor Hănescu        | 1               | 64        | 562    |
| Bandera de Italia    | Paolo Lorenzi         | 2               | 69        | 510    |
| Bandera de Eslovenia | Aljaž Bedene          | 3               | 91        | 471    |
| Bandera de Rusia     | Yevgueni Donskoi      | 4               | 122       | 445    |
| Bandera de Argentina | Guido Pella           | 5               | 116       | 426    |
| Bandera de Austria   | Andreas Haider-Maurer | 6               | 98        | 421    |
| Bandera de España    | Rubén Ramírez Hidalgo | 7               | 96        | 393    |

- 1 Se ha tomado en cuenta el ranking del 5 de noviembre.

### Jugador invitado
El siguiente jugador recibió una wild card o invitación, para acceder directamente al cuadro principal
- Thomaz Bellucci, Nº32 del ranking al 5 de noviembre.

## Premios y distribución de puntos
El total de premios en dinero del torneo asciende a US$220,000.
| Posición                      | Premio en dinero | Puntos |
| ----------------------------- | ---------------- | ------ |
| Campeón invicto               | $91,200          | 125    |
| Campeón                       | $45,000          | 50     |
| Finalista                     | $21,000          | 30     |
| Partido ganado en fase grupos | $6,300           | 15     |
| Participación                 | $6,300           | –      |
| Suplentes                     | $3.500           | –      |

## Campeón
- Guido Pella derrotó a  Adrian Ungur, 6–3, 6–7(4), 7–6(4)